# Daryl Horgan
Daryl Horgan (Galway, Irlanda, 10 de agosto de 1992) es un futbolista irlandés. Juega de delantero y su equipo es el Dundalk F. C. de la Premier Division de la Liga de Irlanda.

## Clubes
| Club                     | País       | Año           |
| ------------------------ | ---------- | ------------- |
| Sligo Rovers F. C.       | Irlanda    | 2011-2012     |
| Cork City F. C. (cedido) | Irlanda    | 2011          |
| Cork City F. C.          | Irlanda    | 2012-2014     |
| Dundalk F. C.            | Irlanda    | 2014-2017     |
| Preston North End F. C.  | Inglaterra | 2017-2018     |
| Hibernian F. C.          | Escocia    | 2018-2020     |
| Wycombe Wanderers F. C.  | Inglaterra | 2020-2023     |
| Stevenage F. C. (cedido) | Inglaterra | 2023          |
| Dundalk F. C.            | Irlanda    | 2023-presente |

## Palmarés

### Títulos nacionales
| Título                   | Club          | País    | Año  |
| ------------------------ | ------------- | ------- | ---- |
| Liga irlandesa de fútbol | Dundalk F. C. | Irlanda | 2014 |
| Liga irlandesa de fútbol | Dundalk F. C. | Irlanda | 2015 |
| Liga irlandesa de fútbol | Dundalk F. C. | Irlanda | 2016 |